# Wapen van Pekela

Wapen van Pekela

Het wapen van Pekela is het gemeentelijke wapen van de gemeente Pekela in de Nederlandse provincie Groningen. Het wapen werd met Koninklijk Besluit op  19 juli 1990 verleend aan de gemeente. De omschrijving luidt:
"In zilver een kofschip met twee masten van natuurlijke kleur, boven ter weerszijden vergezeld van een turf van sabel en varende op een ingesculpte schildvoet van azuur, geschaduwd met ingeschulpte golven van zilver; in een schildhoofd van keel een klok, vergezeld van twee klaverbladen, alles van zilver. Het schild gedekt met een gouden kroon van drie bladeren en vijf parels."

## Geschiedenis
Het ontwerp van dit wapen bestaat uit elementen van beide voorgaande gemeenten Oude- en Nieuwe Pekela. Van oude Pekela werd het schip (symbool voor de oude scheepsbouw) overgenomen, op het nieuwe wapen werd een verbeterde uitvoering geplaatst. Er werd een extra mast aan toegevoegd, de twee masten staan symbool voor de twee gemeenten die samengegaan zijn, "die stuwkracht moeten verlenen aan de nieuwe gemeente". De zee is in een moderne gestileerde uitvoering ten opzichte van het oude wapen. Van Nieuwe Pekela zijn het klokje en klaverbladen overgenomen, de kerk is komen te vervallen. De klaverbladen (die het landbouwkarakter van de streek symboliseren) kwamen voor op het oude zegel van Nieuwe Pekela. Het klokje is een zinspeling naar Feike Alles Clock die de vervening in gang heeft gezet.

## Afbeeldingen

Wapen van Oude Pekela
Wapen van Nieuwe Pekela